# Modiin Energy
Modiin Energy LP (em hebraico: מודיעין אנרגיה‎‎) é uma companhia energética israelense, sediada em Tel Aviv.

## História
A companhia foi estabelecido em 1992.